# Parque eólico La Venta
El Parque Eólico La Ventosa es un parque eólico situado en la localidad de La Ventosa en el municipio de Juchitán de Zaragoza,  del estado de Oaxaca. Está compuesto por 104 aerogeneradores que generan 85 megawatts de energía eléctrica, estos aprovechan la energía eólica de la zona del Istmo de Tehuantepec, fue inaugurado el 10 de noviembre de 1994, estos fueron construidos por la empresa española Iberdrola Renovables, es parte de un proyecto que integran otros parques eólicos en la misma zona denominados coma la Venta II y la Venta III.